# Île Half Moon

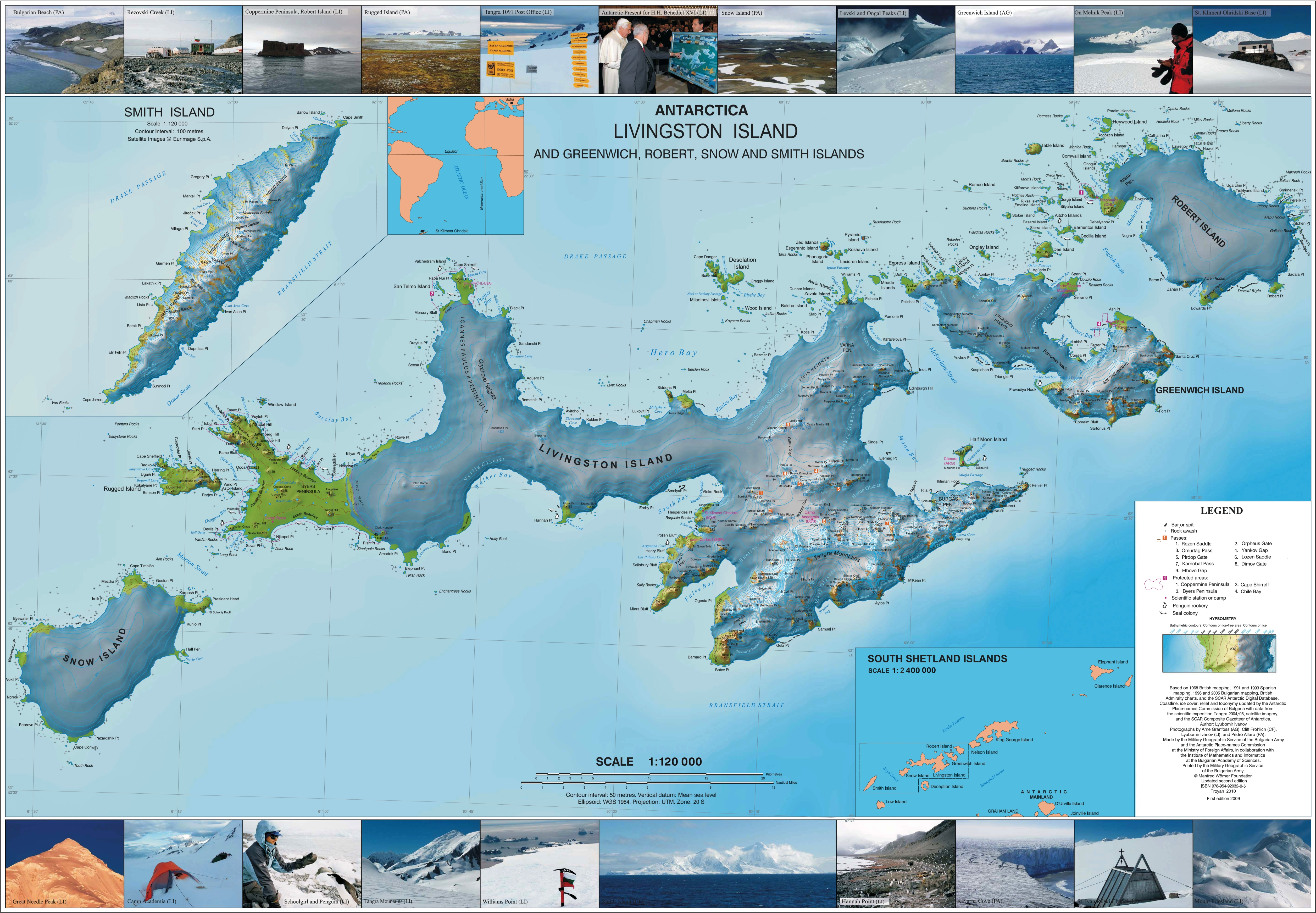
Topographic map of Livingston Island, Greenwich, Robert, Snow and Smith Islands.

L’île Half Moon  (Îles Shetland du Sud) est une île de l'Antarctique, se trouvant à 1,35 km au nord de la péninsule Burgas (Île Livingston) dans la région de la péninsule Antarctique. L'île couvre une superficie de 51 hectares.

## Faune
L'île abrite une colonie de manchots à jugulaire et est aussi le lieu de nidification de sternes arctiques et goélands dominicains. Des baleines sont souvent vues au large du rivage.

Carte de l'île.

## Station
La station argentine Base Teniente Cámara se trouve sur l'île.
En septembre 2010, Google a ajouté l'imagerie Street View d'une partie de l'île Half Moon à ses services Google Earth et Google Maps. Puisque l'île n'a pas de route, les images ont été prises à l'aide d'un appareil photo transporté par des piétons.

## Sources